# Friedrich van Senden

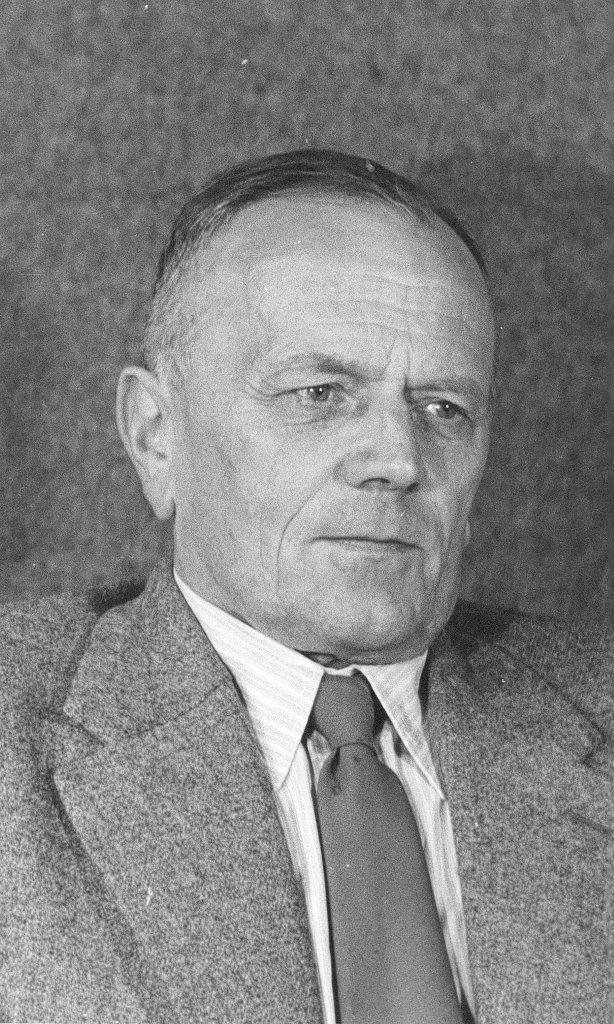
Friedrich van Senden ca. 1965

Friedrich Wilhelm van Senden (* 5. Februar 1890 in Aurich; † 19. November 1969 ebenda) war deutscher Lehrer, Schuldirektor und lokale Persönlichkeit in Aurich. Sein Name ist bis heute eng mit der Geschichte des Auricher Gymnasiums Ulricianum und den Geschehnissen in der Stadt am Ende des Zweiten Weltkriegs verbunden.

## Leben

### Herkunft

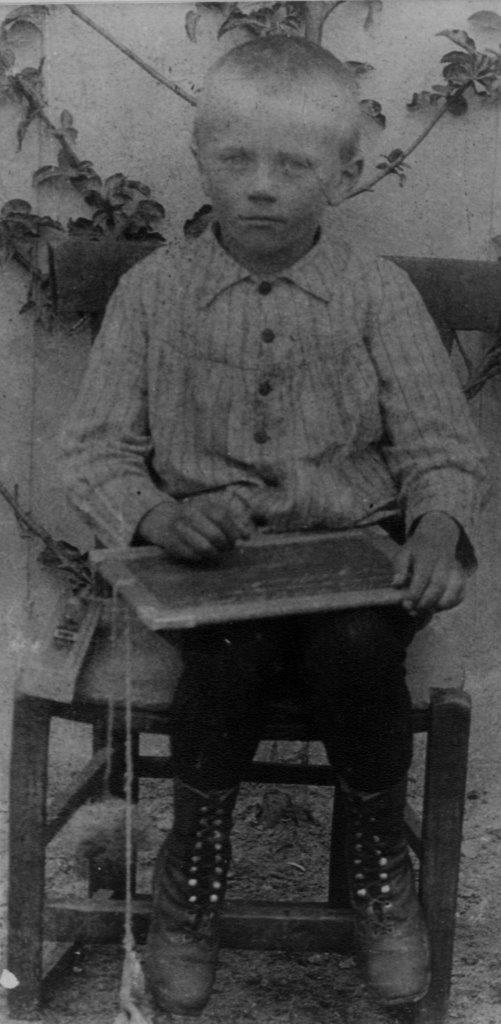
Friedrich van Senden als Grundschüler

Friedrich van Senden entstammte einer Familie, die seit dem 16. Jahrhundert in Ostfriesland ansässig ist. Sein Vater war der aus Emden stammende Lehrer Heinrich Johann Wilhelm van Senden. Dieser wurde 1865 Lehrer am Auricher Lehrerseminar, 1870 dessen Direktor. Friedrich van Sendens Mutter Dorothea Agathe Claudine van Senden, geb. Voget, war Pastorentochter. Er war das jüngste von acht Kindern.

### Ausbildung und Erster Weltkrieg
Van Senden begann sein Studium 1908 an der Universität Tübingen. 1911 wechselte er an die Universität Göttingen. 1914 legte er die Oberlehrerprüfung ab.
Im Ersten Weltkrieg diente Friedrich van Senden beim Seebataillon Wilhelmshaven und hatte bei Kriegsende den Rang eines Leutnants der Reserve erreicht und das Eiserne Kreuz erster Klasse erhalten.

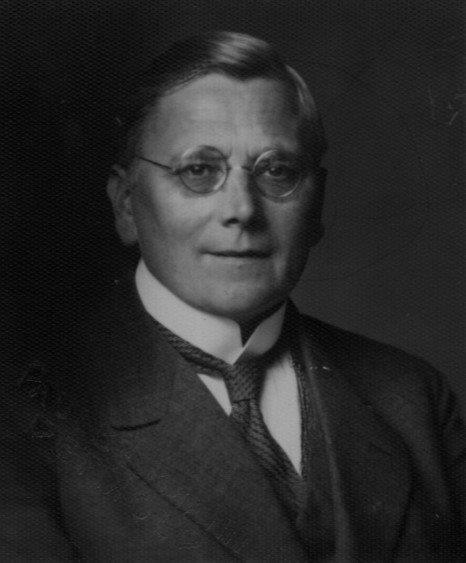
Friedrich van Senden in den frühern 1920er Jahren

### Lehrer
Nach dem Krieg wurde van Senden 1919 zunächst Studienassessor in Lüneburg. 1921 kehrte er dann in seine Heimat Aurich zurück und nahm dort eine Position als Studienrat für Englisch und Französisch am Gymnasium Ulricianum an. 1945 wurde Friedrich van Senden Leiter der Schule und behielt diese Position bis zu seiner Pensionierung in 1955.
Neben seinem Beruf als Lehrer engagierte sich Friedrich van Senden auf vielfältige Weise. So war er nicht nur begeisterter Amateurmusiker (er spielte Geige und Bratsche), sondern war ebenso im Naturschutz tätig, wurde Vorsitzender des Bundes für Vogelschutz (heute NABU) und gründete die Ortsgruppe des Bundes der Kinderreichen.
Er war Mitglied im NS-Lehrerbund, der Volkswohlfahrt und dem Reichskriegerbund. Jedoch kritisierte er das nationalsozialistische Regime bereits unmittelbar nach dessen Machtübernahme. Hatte er zunächst, wie viele andere seiner Generation, noch die Hoffnung, dass sich das neue Regime in eine positive Richtung entwickeln könnte, äußerte er sich bald in Briefen an Verwandte doch verbittert über die Entwicklung. Friedrich van Senden kritisierte schließlich öffentlich die nationalsozialistischen Ideologie, engagierte sich für die Bekennende Kirche und rief seine Familie und Umfeld zu einer kritischen Haltung gegenüber dem Regime auf. Dabei half ihm sein persönliches Netzwerk, sein Ansehen als Lehrer und nicht zuletzt die lange Verwurzelung seiner Familie in der Auricher Gesellschaft einer Verhaftung für seine Ansichten zu entgehen. Er wurde nach dem Krieg als „nicht betroffen“ entnazifiziert.

### Zweiter Weltkrieg
Zu Kriegsbeginn war van Senden zunächst als Hauptmann einberufen, aber noch vor Jahresende wieder entlassen worden. Zu diesem Zeitpunkt war er bereits 49 Jahre alt. Weitere fünf Jahre später, im Jahr 1944 und nun 54 Jahre alt, wurde er erneut eingezogen, diesmal zum Volkssturm. Im Mai 1945 wurde er Kompanieführer. Besondere Bedeutung kommt Friedrich van Senden in Aurich aufgrund der Ereignisse zum Ende des Zweiten Weltkriegs zu, bei denen er sich maßgeblich und mit erheblichem persönlichen Risiko für die kampflose Übergabe der Stadt einsetzte, was diese schließlich vor der Zerstörung durch einen bereits angeordneten und vorbereiteten alliierten Artilleriebeschuss durch kanadische Truppen bewahrte. Das Historische Museum Aurich hat den Ereignissen einen Ausstellungsteil gewidmet.
Nach dem Krieg gründete Friedrich van Senden den Verein der Ehemaligen Ulricianer und kümmerte sich um die Errichtung einer Gedenktafel für die im Krieg gefallenen Ulricianer. Als begeisterter Musiker gab er in Aurich Kammerkonzerte, als das kulturelle Leben noch brachlag, und engagierte sich in verschiedenen Ehrenämtern.

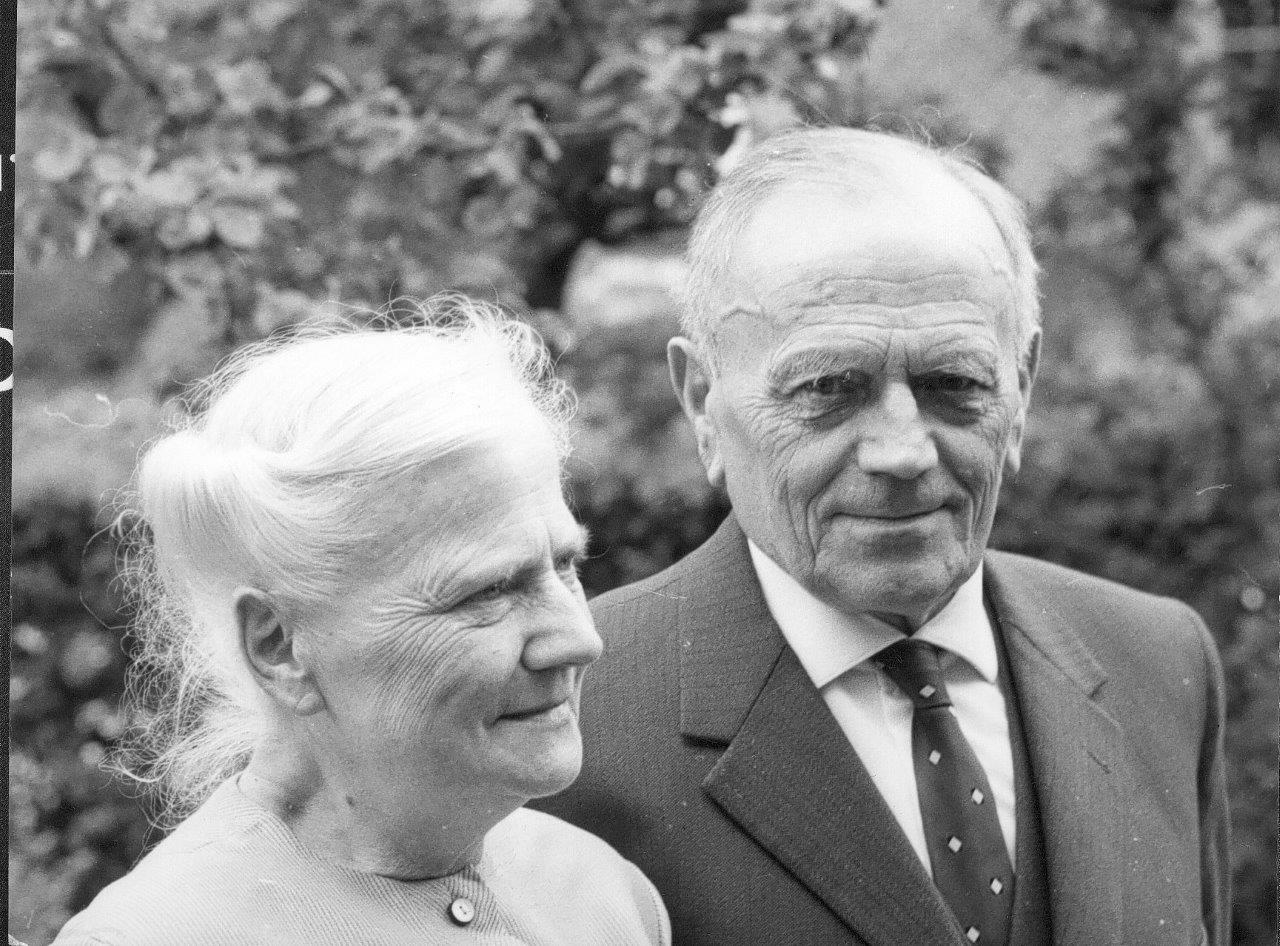
Friedrich und Leni van Senden ca. 1965

### Familie

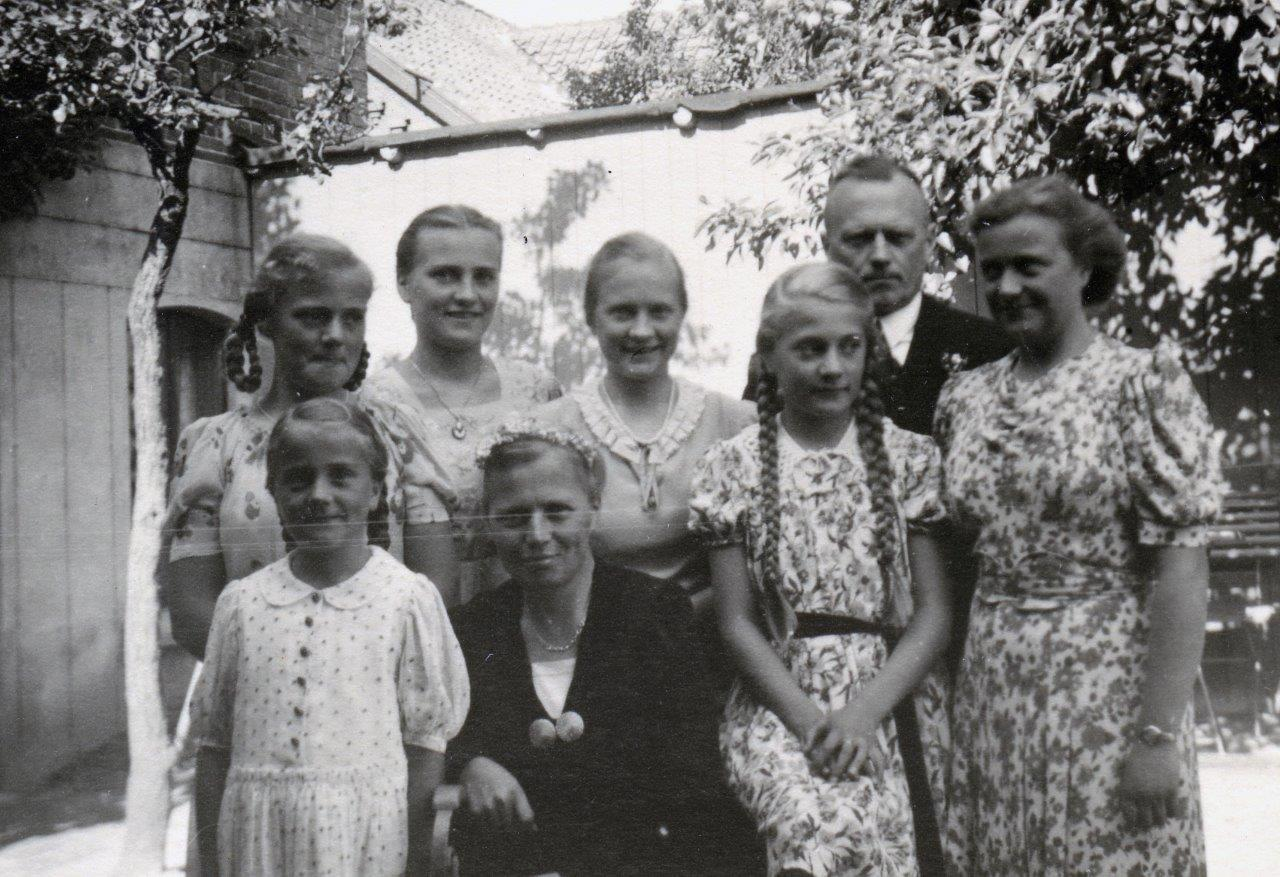
Familie van Senden ca. 1939

Friedrich van Senden heiratete im Jahr 1915 Leni van Senden, geb. Balke (* 31. Mai 1894, † 20. August 1993). Die beiden hatten gemeinsam sechs Töchter, nämlich Hannah, Leni, Gertrud (genannt „Geertje“), Dorothea, Almuth und Ulrike (die bereits im Jugendalter starb).
Friedrich van Senden starb 79-jährig am 19. November 1969 in Aurich. Das Familiengrab der van Sendens befindet sich auf dem Auricher Friedhof in Sichtweite des Gymnasiums.

### Ehrungen
Im Jahr 1955 wurde Friedrich van Senden mit dem Bundesverdienstkreuz ausgezeichnet. Zudem ist in Aurich eine Straße nach ihm benannt.

## Ereignisse zum Kriegsende
Da die Ereignisse zum Ende des Zweiten Weltkriegs in Aurich ungewöhnlich genau dokumentiert sind, werden diese hier noch einmal im Detail dargestellt. Friedrich van Senden selbst hat im Jahr 1950 seine Erinnerungen und die der anderen Beteiligten in dem Buch „Tage der Entscheidung“ zusammengefasst. Diese Erinnerungen wurden von anderen Autoren aufgegriffen und kritisch gewürdigt. Insbesondere Rudolf Nassua hat die Erinnerungen mit anderen historischen Quellen abgeglichen, plausibilisiert und in den Kontext des Kriegsverlaufs in Nordwestdeutschland eingeordnet.
Schließlich werden die Erinnerungen von Friedrich van Senden auch durch die Berichte des kanadischen Kommandanten, Brigadier James Alan Roberts, zeitgenössische kanadische Zeitungsartikel sowie die Kriegstagebücher zweier kanadischer Armeeeinheiten bestätigt.
Die Ereignisse zeigen beispielhaft, wie das Schicksal einzelner Städte vom Zufall und vom Handeln einzelner Menschen abhing, das sich im Widerstreit zwischen militärischem Gehorsam der regierungstreuen Personen und der Zivilcourage verantwortlich denkender Bürger abspielte.

### Vorentwicklung
Am 8. April 1945 war der sogenannte „Kampfkommandanten-Befehl“ ergangen, wonach Aurich, wie auch viele andere Städte, „bis zum letzten Mann oder bis zur letzten Patrone“ verteidigt werden mussten.
Am 1. Mai 1945 hatte die 8. Kanadische Infanterie-Brigade bei Leer die Ems überquert und war nach Hesel vorgerückt. Zu dieser Zeit fehlte bereits vielerorts die Bereitschaft und Fähigkeit der zum Volkssturm eingezogenen Männer, gegen die alliierten Truppen zu kämpfen. Van Senden zitierte einen seinerzeit verbreiteten Witz: Es sei „der Volkssturmmann der wertvollste Soldat im Lande; denn er hatte […] Silber im Haar, Gold im Mund, Kalk in den Adern, Blei in den Füßen“.
Bei einer Besprechung zwischen der Auricher NSDAP-Führung, den Volkssturm-Kompanieführern (darunter van Senden) und anderen Persönlichkeiten der Stadt wurde die Entwicklung besprochen. Die Parteiführung nahm ein „Überrollen“ in Kauf und wollte dem Verteidigungsbefehl folgen. Die Volkssturm-Kompanieführer entschieden jedoch, den Volkssturm nicht einzusetzen. Zugleich aber meldete der Auricher Regierungspräsident, Landrat Gotwin Krieger, am 2. Mai 1945 an den Reichsverteidigungskommissar Hans-Joachim Fischer eine „bedenklich feindliche Haltung der Bevölkerung in den Kreisen Aurich, Norden und Emden“.
Am 3. Mai erreichten die kanadischen Truppen Westgroßefehn und Aurich-Oldendorf, knapp 10 km von der Auricher Innenstadt entfernt. In der Stadt selber begann sich die Lage zuzuspitzen. Viele Bewohner protestierten gegen eine Verteidigung – die zu Zerstörung und Blutvergießen geführt hätte – und forderten eine friedliche Übergabe. Bürgermeister Oscar Rassau bat den Seekommandanten für Ostfriesland, Kurt Weyher, Aurich zur „offenen Stadt“ zu erklären. Damit hätte nach Kriegsrecht die Stadt einerseits nicht verteidigt, andererseits nicht angegriffen und nur beschränkt militärisch genutzt werden dürfen. Weyher lehnte dies ab und bat in der Meldung an seine Vorgesetzten sogar um „propagandistische Einwirkung“ auf die Bevölkerung. Trotzdem begannen einige Auricher mit dem Abbau von Panzersperren und Sprengladungen, oder versuchten, mit den anrückenden kanadischen Truppen Kontakt aufzunehmen.

### Planung
Erfolgreich war schließlich der Versuch durch Friedrich van Senden und Heinrich Alberts, dem Leiter der Ortskrankenkasse. Am Abend des 3. Mai hatten Friedrich van Senden und seine Frau Leni folgenden Plan gefasst: Friedrich van Senden sprach Englisch und Französisch, konnte also mit den kanadischen Soldaten kommunizieren. Alberts hingegen war in Ihlowerhörn aufgewachsen, seine Ortskenntnis erlaubte es den Männern, unbeschadet zu den kanadischen Truppen zu gelangen. Friedrich van Senden und Heinrich Alberts würden über Ihlow-Lübbertsfehn nach Westgroßefehn fahren, um mit den dort stehenden kanadischen Truppen Kontakt aufzunehmen. Diese Route bot sich an, da beide wussten, dass dort wenig geschanzt und gesprengt worden war und wenig Truppenbewegungen (kanadische, aber vor allem auch deutsche) zu erwarten waren. Vor allem letzteren mussten sie ausweichen – deutsche Posten hätten die Aktion im besten Fall verhindert, im schlechtesten Fall hätte beiden für den Versuch die Todesstrafe gedroht.
Van Senden besuchte Diedrich Paehr – einen Freund der Familie und angesehenen Handwerksmeister – und weihte ihn ein. Er wollte sicherstellen, dass im Falle einer Gefangennahme mindestens ein Vertrauter in der Stadt sein Ziel kannte. Gleichzeitig besuchte Alberts die van Sendens, und Leni van Senden erklärte ihm den Plan. Es gelang ihr, Heinrich Alberts dazu zu bewegen, auf die Rückkehr ihres Mannes zu warten. De facto gab er durch sein Bleiben sein Einverständnis. Damit kam Leni eine entscheidende Rolle in der Aktion zu, die sich zu einer eigenmächtigen Waffenstillstandsverhandlung und schließlich friedlichen Übergabe der Stadt entwickeln sollte.

### Weg zur Front, Kontaktaufnahme und Ultimatum
Zuerst fuhren die van Sendens und Alberts einzeln mit dem Rad bis Kirchdorferfeld und von dort gemeinsam zum Elternhaus von Alberts in Ihlowerhörn. Leni van Senden informierte Familie Alberts über den Plan. Friedrich van Senden und Heinrich Alberts fuhren schließlich auf Fahrrädern über Ihlow-Lübbertsfehn nach Westgroßefehn in Richtung der kanadischen Truppen. Gegen 21:30 kamen sie am Krummen Tief an einer zerstörten Brücke an und machten mit einem Taschentuch auf sich aufmerksam. Die kanadischen Soldaten erkannten die friedlichen Absichten und verstanden den Wunsch, einen Offizier zu sprechen. Tatsächlich ließ ein anwesender Hauptmann van Senden und Alberts mit einem Boot übersetzen und brachte sie zu Oberstleutnant Gus Tascherau, dem Kommandeur des Regiment de la Chaudière (damals Teil der 8. Infanteriebrigade). Er fuhr mit van Senden und Alberts zum Brigadekommandeur der 8. Infanteriebrigade, Brigadier James Alan Roberts, nach Ulbargen.
Gegen 23:00 trafen sie dort ein. Sie erklärten Brigadier Roberts, dass die Auricher Bevölkerung kriegsmüde sei und nicht wolle, dass ihre Stadt angegriffen und zerstört werde. Van Senden gab in seinen Erinnerungen seine Ansprache an Brigadier Roberts wie folgt wieder:
Ich bin gekommen, um zu versuchen, meine Heimatstadt Aurich vor dem Schicksal einer Bombardierung zu bewahren. Ich komme ohne Vollmacht. Es wissen nur einige verschwiegene Freunde von diesem Unternehmen. Dennoch hoffe ich, im Gespräch mit Ihnen, Herr General, einen Weg zu finden, dass uns dieses Schicksal erspart bleibt. Ich kann sagen: Die Bürgerschaft einschließlich ihres Bürgermeisters will die Übergabe, wie zahlreiche Kundgebungen in den letzten Tagen bewiesen haben. Die Truppe ist nur noch zu einem Teil kampfentschlossen, wie sie längst bemerkt haben werden. Der Kommandeur ist innerlich wohl bereit, weil er die Lage richtig einschätzt, fühlt sich aber an seine Befehle gebunden und ist deshalb zur Verteidigung entschlossen. Aber vielleicht bringt ein positives Angebot Besprechungen in Gang.
Da beide keine offizielle Funktion bekleideten, konnten sie nicht offiziell über eine Übergabe verhandeln.
Es gelang van Senden und Alberts jedoch, Roberts zu folgender Zusage zu bewegen: Er würde zwar den Angriff weiter vorbereiten, diesen jedoch bis 12 Uhr des folgenden Tages aufschieben; sollten sich bis dahin Personen mit offizieller Verhandlungsbefugnis zu Übergabeverhandlungen bereitfinden, würde er auf den Angriff verzichten und über die Übergabe verhandeln.
Den Rückweg mussten van Senden und Alberts zu Fuß antreten: ihre Fahrräder waren verschwunden – Meldungen zufolge waren die Männer knapp einer deutschen Patrouille entgangen. Erst um 1 Uhr morgens trafen sie schließlich wieder in Ihlowerhörn ein.

### Zusammenstellung der Verhandlungsgruppe und erste Verhandlungen
Um 8 Uhr, also vier Stunden vor Ablauf des Ultimatums, setzte van Senden seinen Vertrauten Diedrich Paehr von dem Ultimatum in Kenntnis. Eine weitere Stunde verging, bis Bürgermeister Rassau, Landrat Krieger und Oberstleutnant Harms mit Kapitän zu See Eberhard Jaehnke, dem Auricher Kampfkommandanten, verhandelten. Rechtlich gesehen war das Handeln von van Senden, Paehr, Harms, Krieger und Rassau Wehrkraftzersetzung, wofür die Todesstrafe drohte.
Um 11:00, nur eine Stunde vor Ablauf des Ultimatums, entsandte Jaehnke schließlich Harms, Rassau und van Senden (letzteren als Dolmetscher), um mit den Kanadiern zu verhandeln. Die Ankunft verzögerte sich, da das Auto, gefahren von Heinrich Berger, in einem Granattrichter stecken blieb. Die Männer mussten zunächst zu Fuß weitergehen, konnten dann aber Fahrräder leihen. Zugleich erging auf kanadischer Seite der Angriffsvorbefehl– Brigadier Roberts beschrieb das Warten auf die Delegation später so:
Wir beide (Roberts und Generalmajor Holly Keefler, Kommandeur der 3. Infanteriedivision) verblieben in meinem Gefechtsstand, kauten auf unseren Fingernägeln, während sich der Zeiger auf unseren Uhren 12:00 Uhr näherte.
Dabei überschätzten die Kanadier offenbar deutlich die Stärke der deutschen Verteidigung um Aurich, was einen entsprechend großen Materialeinsatz und schweren Beschuss zur Folge gehabt hätte. Der Beschuss hätte vermutlich nicht unmittelbar um 12:00 begonnen, da die notwendigen Geschütze und Flugzeuge noch nicht in Stellung waren, sondern nach Roberts‘ Planungen innerhalb der nächsten Stunden.
Noch gerade rechtzeitig vor Ablauf des Ultimatums erreichte die Delegation die kanadischen Linien für Verhandlungen, somit befahl Roberts den Angriff nicht.

### Weitere Verhandlungen und Übergabe
Die Verhandlungen wurden schließlich gegen 13:00 nach Aurich verlegt, die Waffenruhe dauerte an (bei weiterer Alarmbereitschaft auf kanadischer Seite). In einer ersten Runde wurde um 14:00 über die Übergabe verhandelt. Um 15:00 unterbrachen die Parteien die Verhandlungen, um herauszufinden, ob anderenorts ebenfalls Verhandlungen stattfinden; sie nahmen schließlich um 16:30 die Verhandlungen wieder auf, und verlängerten die Waffenruhe zum Abend stillschweigend.
Tatsächlich war dies der Abend der Teilkapitulation der Wehrmacht für Nordwestdeutschland, Dänemark und die Niederlande, welche am folgenden Morgen, den 5. Mai 1945, um 8 Uhr in Kraft trat.
Zwei Stunden später wurde auch Aurich kampflos übernommen. Roberts traf in der Auricher Kaserne (Blücher-Kaserne, seinerzeit die Marine-Nachrichtenschule) ein, die deutschen Soldaten gaben ihre Waffen ab. Jaehnke war zu diesem Zeitpunkt abberufen. Am Nachmittag wurde die Kapitulation für Ostfriesland unterzeichnet, am Folgetag rückten die kanadischen Truppen in Aurich ein.
Am 7. Mai und 8. Mai wurde die bedingungslose Kapitulation der deutschen Truppen unterzeichnet. Der Krieg war zu Ende. Roberts berichtete später jedoch, dass er von den übergeordneten Verhandlungen erst in Aurich und durch die deutschen Kanäle erfahren hatte; die kampflose Übergabe der Stadt war aus seiner Sicht ein Erfolg der zivilen Initiative von Friedrich van Senden und Heinrich Alberts und dem Ultimatum.
Am Haus Andreesen in Ulbargen, wo die erste Unterredung zwischen Alberts, van Senden und Roberts stattfand, erinnert eine Gedenktafel an das Ereignis.